# Сан-Вісенте-де-ла-Кабеса
Сан-Вісенте-де-ла-Кабеса (ісп. San Vicente de la Cabeza) — муніципалітет в Іспанії, у складі автономної спільноти Кастилія-і-Леон, у провінції Самора. Населення — 472 особи (2010).
Муніципалітет розташований на відстані близько 260 км на північний захід від Мадрида, 55 км на північний захід від Самори.
На території муніципалітету розташовані такі населені пункти: (дані про населення за 2010 рік)
- Берсіанос-де-Алісте: 154 особи
- Кампогранде-де-Алісте: 38 осіб
- Паласуело-де-лас-Куевас: 146 осіб
- Сан-Вісенте-де-ла-Кабеса: 134 особи

## Демографія
Динаміка населення (INE ):